# Vierschansentoernooi 2016
Het Vierschansentoernooi 2016 was de 64e editie van het schansspringtoernooi dat traditioneel rond de jaarwisseling wordt georganiseerd. Het toernooi ging van start op 27 december 2015 met de kwalificatie in Oberstdorf en eindigde op 6 januari 2016 met de afsluitende wedstrijd in Bischofshofen. De schansspringer die over de vier wedstrijden de meeste punten verzamelde was de winnaar van het Vierschansentoernooi. Alle wedstrijden telden ook mee voor de individuele wereldbeker.
Het toernooi werd gewonnen door de Sloveen Peter Prevc. Prevc wist na een derde plaats in de openingswedstrijd in Oberstdorf te winnen in Garmisch-Partenkirchen, Innsbruck en Bischofshofen.

## Programma
| Datum      | Tijd  | Plaats                 | Schans                              | Schansrecord | Detail       |
| ---------- | ----- | ---------------------- | ----------------------------------- | ------------ | ------------ |
| 28/12/2015 | 17:15 | Oberstdorf             | Schattenbergschanze (HS 137)        | 143,5 m      | Kwalificatie |
| 29/12/2015 | 17:15 | Oberstdorf             | Schattenbergschanze (HS 137)        | 143,5 m      | Wedstrijd    |
| 31/12/2015 | 14:00 | Garmisch-Partenkirchen | Große Olympiaschanze (HS 140)       | 143,5 m      | Kwalificatie |
| 01/01/2015 | 14:00 | Garmisch-Partenkirchen | Große Olympiaschanze (HS 140)       | 143,5 m      | Wedstrijd    |
| 02/01/2016 | 14:00 | Innsbruck              | Bergisel-Schanze (HS 130)           | 136 m        | Kwalificatie |
| 03/01/2016 | 14:00 | Innsbruck              | Bergisel-Schanze (HS 130)           | 136 m        | Wedstrijd    |
| 05/01/2016 | 17:00 | Bischofshofen          | Paul-Ausserleitner-Schanze (HS 140) | 143 m        | Kwalificatie |
| 06/01/2016 | 17:00 | Bischofshofen          | Paul-Ausserleitner-Schanze (HS 140) | 143 m        | Wedstrijd    |

## Resultaten

### Oberstdorf
| Uitslag | Uitslag              | Uitslag | Uitslag           | Uitslag | Uitslag |
| #       | Naam                 | Land    | Sprongen          | Punten  |         |
| ------- | -------------------- | ------- | ----------------- | ------- | ------- |
| 1       | Severin Freund       | GER     | 126,0 m – 137,5 m | 307,2   |         |
| 2       | Michael Hayböck      | AUT     | 130,0 m – 139,0 m | 304,2   |         |
| 3       | Peter Prevc          | SLO     | 129,5 m – 130,0 m | 299,9   |         |
| 4       | Anders Fannemel      | NOR     | 130,5 m – 129,0 m | 295,8   |         |
| 5       | Noriaki Kasai        | JPN     | 127,0 m – 133,5 m | 290,6   |         |
| 6       | Kenneth Gangnes      | NOR     | 129,0 m – 135,5 m | 288,6   |         |
| 7       | Stefan Kraft         | AUT     | 130,0 m – 127,5 m | 287,7   |         |
| 8       | Johann André Forfang | NOR     | 121,5 m – 127,0 m | 278,8   |         |
| 9       | Richard Freitag      | GER     | 121,0 m – 130,0 m | 276,5   |         |
| 10      | Daniel-André Tande   | NOR     | 133,0 m – 119,0 m | 273,9   |         |

| Klassement | Klassement           | Klassement | Klassement |
| #          | Naam                 | Land       | Punten     |
| ---------- | -------------------- | ---------- | ---------- |
| 1          | Severin Freund       | GER        | 307,2      |
| 2          | Michael Hayböck      | AUT        | 304,2      |
| 3          | Peter Prevc          | SLO        | 299,9      |
| 4          | Anders Fannemel      | NOR        | 295,8      |
| 5          | Noriaki Kasai        | JPN        | 290,6      |
| 6          | Kenneth Gangnes      | NOR        | 288,6      |
| 7          | Stefan Kraft         | AUT        | 287,7      |
| 8          | Johann André Forfang | NOR        | 278,8      |
| 9          | Richard Freitag      | GER        | 276,5      |
| 10         | Daniel-André Tande   | NOR        | 273,9      |

### Garmisch-Partenkirchen
| Uitslag | Uitslag              | Uitslag | Uitslag           | Uitslag | Uitslag |
| #       | Naam                 | Land    | Sprongen          | Punten  |         |
| ------- | -------------------- | ------- | ----------------- | ------- | ------- |
| 1       | Peter Prevc          | SLO     | 133,5 m – 136,0 m | 272,7   |         |
| 2       | Kenneth Gangnes      | NOR     | 132,0 m – 134,0 m | 260,1   |         |
| 3       | Severin Freund       | GER     | 133,5 m – 132,5 m | 256,8   |         |
| 4       | Johann André Forfang | NOR     | 128,0 m – 133,5 m | 250,8   |         |
| 5       | Michael Hayböck      | AUT     | 131,0 m – 132,0 m | 247,3   |         |
| 6       | Richard Freitag      | GER     | 130,0 m – 127,5 m | 243,6   |         |
| 7       | Anders Fannemel      | NOR     | 132,5 m – 126,0 m | 241,5   |         |
| 8       | Roman Koudelka       | CZE     | 129,0 m – 128,0 m | 241,0   |         |
| 9       | Stefan Kraft         | AUT     | 128,5 m – 127,5 m | 238,6   |         |
| 10      | Daiki Ito            | JPN     | 130,0 m – 125,0 m | 234,0   |         |

| Klassement | Klassement           | Klassement | Klassement |
| #          | Naam                 | Land       | Punten     |
| ---------- | -------------------- | ---------- | ---------- |
| 1          | Peter Prevc          | SLO        | 572,6      |
| 2          | Severin Freund       | GER        | 564,0      |
| 3          | Michael Hayböck      | AUT        | 551,5      |
| 4          | Kenneth Gangnes      | NOR        | 548,7      |
| 5          | Anders Fannemel      | NOR        | 537,3      |
| 6          | Johann André Forfang | NOR        | 529,6      |
| 7          | Stefan Kraft         | AUT        | 526,3      |
| 8          | Noriaki Kasai        | JPN        | 521,6      |
| 9          | Richard Freitag      | GER        | 520,1      |
| 10         | Andreas Wank         | GER        | 496,3      |

### Innsbruck
| Uitslag | Uitslag              | Uitslag | Uitslag           | Uitslag | Uitslag |
| #       | Naam                 | Land    | Sprongen          | Punten  |         |
| ------- | -------------------- | ------- | ----------------- | ------- | ------- |
| 1       | Peter Prevc          | SLO     | 125,0 m – 132,0 m | 269,5   |         |
| 2       | Severin Freund       | GER     | 122,5 m – 128,0 m | 258,4   |         |
| 3       | Kenneth Gangnes      | NOR     | 126,5 m – 124,0 m | 251,5   |         |
| 4       | Johann André Forfang | NOR     | 122,0 m – 124,0 m | 249,7   |         |
| 5       | Michael Hayböck      | AUT     | 119,0 m – 123,5 m | 247,5   |         |
| 6       | Andreas Wellinger    | GER     | 122,5 m – 120,0 m | 239,5   |         |
| 7       | Noriaki Kasai        | JPN     | 124,5 m – 119,5 m | 236,8   |         |
| 8       | Daiki Ito            | JPN     | 120,0 m – 121,0 m | 235,8   |         |
| 9       | Andreas Wank         | GER     | 120,0 m – 122,5 m | 235,4   |         |
| 10      | Richard Freitag      | GER     | 117,5 m – 123,0 m | 233,3   |         |

| Klassement | Klassement           | Klassement | Klassement |
| #          | Naam                 | Land       | Punten     |
| ---------- | -------------------- | ---------- | ---------- |
| 1          | Peter Prevc          | SLO        | 842,1      |
| 2          | Severin Freund       | GER        | 822,4      |
| 3          | Kenneth Gangnes      | NOR        | 800,2      |
| 4          | Michael Hayböck      | AUT        | 799,0      |
| 5          | Johann André Forfang | NOR        | 779,3      |
| 6          | Anders Fannemel      | NOR        | 769,1      |
| 7          | Noriaki Kasai        | JPN        | 758,4      |
| 8          | Stefan Kraft         | AUT        | 758,2      |
| 9          | Richard Freitag      | GER        | 753,4      |
| 10         | Andreas Wank         | GER        | 731,7      |

### Bischofshofen
| Uitslag | Uitslag              | Uitslag | Uitslag           | Uitslag | Uitslag |
| #       | Naam                 | Land    | Sprongen          | Punten  |         |
| ------- | -------------------- | ------- | ----------------- | ------- | ------- |
| 1       | Peter Prevc          | SLO     | 139,0 m – 142,5 m | 297,3   |         |
| 2       | Severin Freund       | GER     | 136,0 m – 141,0 m | 290,5   |         |
| 3       | Michael Hayböck      | AUT     | 134,0 m – 139,0 m | 282,6   |         |
| 4       | Stefan Kraft         | AUT     | 136,0 m – 138,0 m | 278,0   |         |
| 5       | Kenneth Gangnes      | NOR     | 131,5 m – 137,0 m | 273,3   |         |
| 6       | Domen Prevc          | SLO     | 132,0 m – 135,5 m | 265,1   |         |
| 7       | Johann André Forfang | NOR     | 135,5 m – 129,5 m | 256,2   |         |
| 8       | Simon Ammann         | SUI     | 136,0 m – 132,0 m | 255,7   |         |
| 9       | Noriaki Kasai        | JPN     | 129,0 m – 131,0 m | 254,8   |         |
| 10      | Daiki Ito            | JPN     | 130,5 m – 130,0 m | 251,2   |         |

| Klassement | Klassement           | Klassement | Klassement |
| #          | Naam                 | Land       | Punten     |
| ---------- | -------------------- | ---------- | ---------- |
| 1          | Peter Prevc          | SLO        | 1139,4     |
| 2          | Severin Freund       | GER        | 1112,9     |
| 3          | Michael Hayböck      | AUT        | 1081,6     |
| 4          | Kenneth Gangnes      | NOR        | 1073,5     |
| 5          | Stefan Kraft         | AUT        | 1036,2     |
| 6          | Johann André Forfang | NOR        | 1035,5     |
| 7          | Noriaki Kasai        | JPN        | 1013,2     |
| 8          | Anders Fannemel      | NOR        | 1010,1     |
| 9          | Richard Freitag      | GER        | 1001,4     |
| 10         | Andreas Wank         | GER        | 974,4      |